# Американское вертолётное общество
AHS International, Inc., ранее Американское вертолётное общество (англ. American Helicopter Society) — некоммерческая техническая организация по развитию вертикальной авиации. Состоит из 21 комитета и 24 отделений по всему миру.
Каждый год, общество организует или спонсирует несколько региональных и международных конференций которые способствуют развитию теории и практики вертолётной и других технологий вертикального взлёта, и публикует материалы. AHS Forum привлекает более 1200 участников и является крупнейшей конференцией в мире посвящённой вертикальному взлёту. 